# Shōhō
El Shōhō (祥鳳 fénix afortunado?) fue un portaaviones ligero de la Armada Imperial Japonesa, el primero de su clase. Junto a su buque gemelo Zuihō, fueron puestos en grada en 1934, contando con un flexible diseño que les permitía ser finalizados como petroleros, portaaviones o buques de apoyo a submarinos, según la necesidad del momento. El Shōhō fue botado en 1935 como esta última clase de buque, y bautizado Tsurugisaki. Empezó a ser reconvertido a portaaviones en 1940, y fue rebautizado Shōhō el 22 de diciembre de 1941.
En la Segunda Guerra Mundial formó parte de la 4.ª División de Portaaviones bajo el mando del capitán Izawa Ishinosuke desde el 30 de noviembre de 1941.
En abril de 1942 fue asignado a la Operación MO, la invasión de Port Moresby en Nueva Guinea, junto a los cruceros Aoba, Kinugasa, Furutaka y Kako, de la 6ª División de Cruceros, a las órdenes del vicealmirante Aritomo Gotō.

## Hundimiento

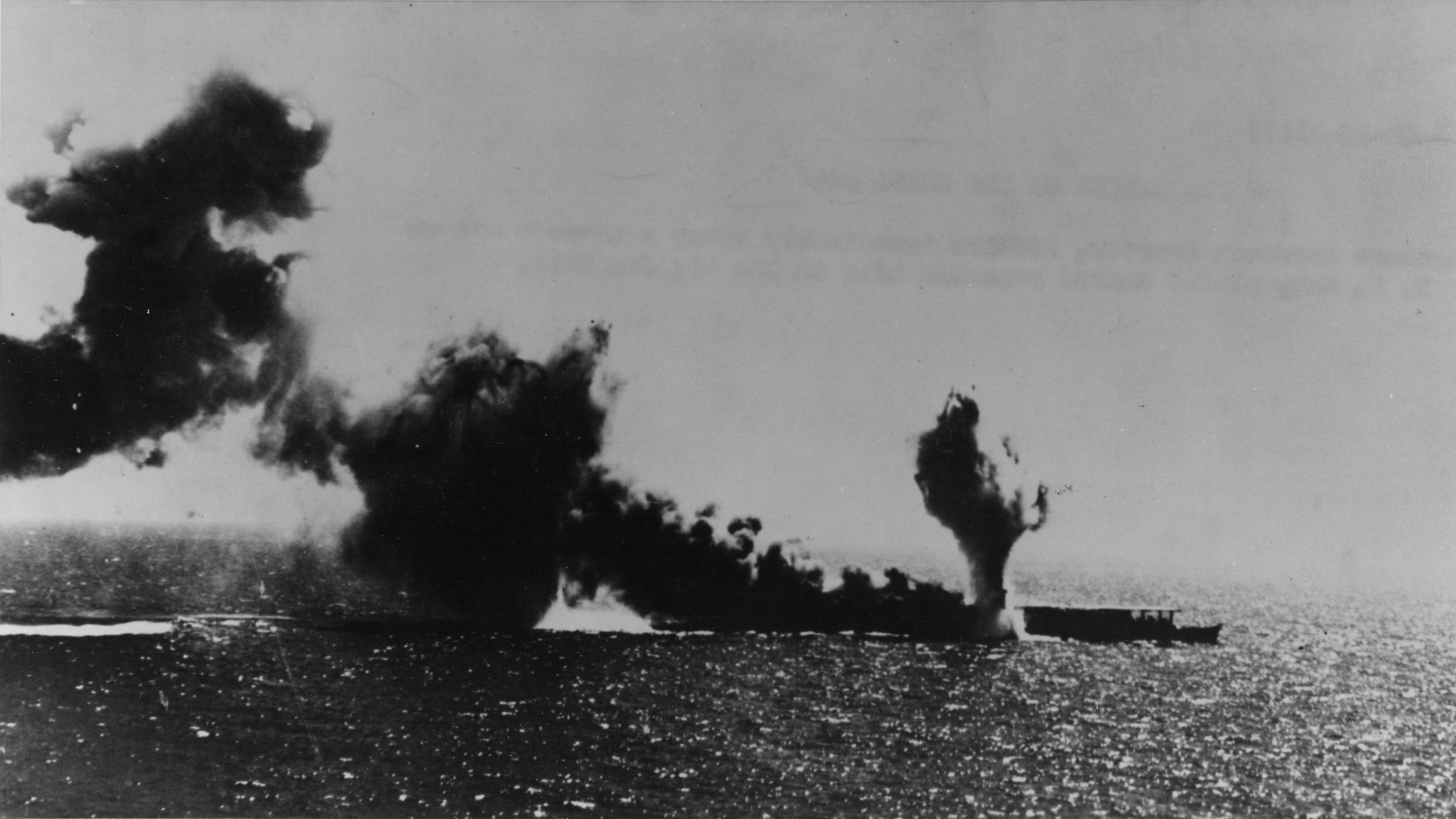
El Shōhō torpedeado por aparatos de la U.S. Navy en la batalla del Mar del Coral.

Tras dar cobertura a la toma de la isla de Tulagi el 3 de mayo de 1942, el Shōhō se dirigió al Mar del Coral, donde 4 días después, a las 07:55 del 7 de mayo de 1942 fue atacado por 53 bombarderos, 22 torpederos y 18 cazas provenientes del USS Lexington y el USS Yorktown. Alcanzado por 7 torpedos y 13 bombas, se hundió rápidamente a las 08:35 con la pérdida de 631 tripulantes. El capitán Izawa y otros 202 hombres fueron rescatados por el destructor Sazanami, entonces al mando de Tameichi Hara, el más famoso capitán de destructores de la Armada Imperial Japonesa.
El Shōhō fue el primer portaaviones japonés en ser hundido en la guerra.